# Nekrolog September 2021
Nekrolog
◄◄
| ◄
| 2017
| 2018
| 2019
| 2020
| 2021 | 2022 | 2023 | 2024 | 2025
Januar |
Februar |
März |
April |
Mai |
Juni |
Juli |
August |
September |
Oktober |
November |
Dezember 2021
Weitere Ereignisse | Allgemeiner Nekrolog 2021
Die Beschreibung der verstorbenen Person sollte so kurz wie möglich gehalten sein und nur deren signifikante Tätigkeit(en) enthalten.
Neue Namen ggf. auch unter dem Geburts- und Sterbedatum, also etwa unter 1. Januar und im Geburts- und Sterbejahr (2024) eintragen (nur bei entsprechender großer Wichtigkeit). Für Beispiele siehe die schon vorhandenen Artikel.
Außerdem über die fünf zuletzt Verstorbenen, zu denen es einen ausreichend guten Artikel für eine Präsentation auf der Hauptseite gibt, nach der todesbedingten Überarbeitung der Artikel ggf. auch unter Wikipedia Diskussion:Hauptseite informieren und sie am besten auch in den anderen Wikipedia-Sprachversionen eintragen. Tipp: Regelmäßig bei news.google.de nach „ist tot“, „gestorben“ oder „verstorben“ suchen.
Wenn eine Person gestorben ist, gibt es viele Seiten zu dieser Person in der Wikipedia, die davon auch betroffen sind und entsprechend aktualisiert werden müssen. Beispiele: Namenübersichtsseite, Geburtsjahr, Geburtsort-Seiten und viele mehr.
Wie finde ich die betroffenen Seiten?
Im Suchfeld auf der linken Seite gibt man den Suchbegriff so ein: „Vorname Nachname“. Dann klickt man auf Volltext und alle Seiten mit entsprechendem Suchtext werden aufgerufen. Hier sieht man dann schnell, wo auch das Todesjahr Sinn macht oder sogar ein Teil des Artikels angepasst werden muss. Auch hilft das „Werkzeug“ auf der linken Seite sehr gut, um solche Seiten aufzufinden: „Links auf diese Seite“. Somit ist die Wikipedia wieder aktuell in allen Bereichen! Hinweis: bei Eintragung der Kategorie „Gestorben JAHR“ wird der Missbrauchsfilter 49 ausgelöst, was jedoch nicht schlimm ist. Siehe: Spezial:Missbrauchsfilter/49
Dies ist eine Liste von im September 2021 verstorbenen bekannten Persönlichkeiten. Die Einträge erfolgen innerhalb der einzelnen Daten alphabetisch sortiert. Tiere sind im Nekrolog für Tiere zu finden.

## September
Bearbeitungshinweis: Neue Todesfälle bitte absteigend nach Tagen geordnet eintragen. Die Todesfälle desselben Tages bitte in alphabetischer Reihenfolge einfügen.
| Tag           | Name                            | Beruf, bekannt als                                                                   | Alter | Beleg |
| ------------- | ------------------------------- | ------------------------------------------------------------------------------------ | ----- | ----- |
| 30. September | Lennart Åberg                   | schwedischer Jazzmusiker                                                             | 79    |       |
| 30. September | Luigi Conti                     | italienischer Erzbischof                                                             | 80    |       |
| 30. September | Carlisle Floyd                  | US-amerikanischer Komponist                                                          | 95    |       |
| 30. September | José Pérez Francés              | spanischer Radrennfahrer                                                             | 84    |       |
| 30. September | Albert Franz                    | deutscher Theologe und Philosoph                                                     | 74    |       |
| 30. September | Wladislaw Lemisch               | sowjetischer bzw. russischer und aserbaidschanischer Fußballspieler                  | 51    |       |
| 30. September | John B. MacChesney              | US-amerikanischer Chemiker                                                           | 92    |       |
| 30. September | Erhard Schmidt                  | deutscher Maler, Grafiker und Hochschullehrer                                        | 87    |       |
| 30. September | Kōichi Sugiyama                 | japanischer Komponist                                                                | 90    |       |
| 30. September | Aad Wagenaar                    | niederländischer Journalist                                                          | 82    |       |
| 30. September | Otto Wicki                      | Schweizer Arzt und Schriftsteller                                                    | 89    |       |
| 29. September | Joachim Dachs                   | deutscher Astronom                                                                   | 91    |       |
| 29. September | Gene Dresselhaus                | US-amerikanischer Physiker                                                           | 91    |       |
| 29. September | Carsten Eggers                  | deutscher Bildhauer und Maler                                                        | 63    |       |
| 29. September | Stephan Grundy                  | US-amerikanischer Schriftsteller                                                     | 54    |       |
| 29. September | Hayko                           | armenischer Sänger                                                                   | 48    |       |
| 29. September | Ravil Isyanov                   | russischer Schauspieler                                                              | 59    |       |
| 29. September | Hans Juvancic                   | österreichischer Politiker (SPÖ) und Manager                                         | 99    |       |
| 29. September | Bronius Kutavičius              | sowjetischer bzw. litauischer Komponist                                              | 89    |       |
| 29. September | Lee McNeill                     | US-amerikanischer Leichtathlet                                                       | 89    |       |
| 29. September | Mike Renzi                      | US-amerikanischer Jazzmusiker                                                        | 80    |       |
| 29. September | Heiko Salzwedel                 | deutscher Radsporttrainer                                                            | 64    |       |
| 29. September | Alexandre José Maria dos Santos | mosambikanischer Kardinal                                                            | 97    |       |
| 29. September | Ivan Tasovac                    | serbischer Pianist und Politiker                                                     | 55    |       |
| 29. September | François Vérove                 | französischer Serienmörder                                                           | 59    |       |
| 28. September | Karan Armstrong                 | US-amerikanische Opernsängerin                                                       | 79    |       |
| 28. September | Piotr Bratkowski                | polnischer Schriftsteller und Journalist                                             | 66    |       |
| 28. September | Eberhard Jüngel                 | deutscher Theologe                                                                   | 86    |       |
| 28. September | Reinhard Kapfer                 | deutscher Ethnologe und Autor                                                        | 68    |       |
| 28. September | Tommy Kirk                      | US-amerikanischer Schauspieler                                                       | 79    |       |
| 28. September | Mária Róka                      | ungarische Kanutin                                                                   | 81    |       |
| 28. September | Barry Ryan                      | britischer Popmusik-Sänger                                                           | 72    |       |
| 28. September | Richard Schultz                 | US-amerikanischer Möbeldesigner                                                      | 95    |       |
| 28. September | Günter Sehl                     | deutscher Fußballspieler                                                             | 86    |       |
| 28. September | Dr. Lonnie Smith                | US-amerikanischer Jazz-Organist                                                      | 79    |       |
| 28. September | Stephen Thega                   | kenianischer Boxer                                                                   | 75    |       |
| 28. September | Jürgen Thölke                   | deutscher Politiker                                                                  | 87    |       |
| 28. September | Elke Twiesselmann               | deutsche Schauspielerin und Hörspielsprecherin                                       | 94    |       |
| 28. September | Michael Tylo                    | US-amerikanischer Schauspieler                                                       | 72    |       |
| 28. September | Frederik Christiaan Woudhuizen  | niederländischer Althistoriker, Indogermanist und Luwianist                          | 62    |       |
| 27. September | Fernande Chiocchio              | kanadische Sängerin (Mezzosopran) und Musikpädagogin                                 | 92    |       |
| 27. September | Roger Hunt                      | britischer Fußballspieler                                                            | 83    |       |
| 27. September | Heinz Lieven                    | deutscher Schauspieler                                                               | 93    |       |
| 27. September | Cecilia Lindqvist               | schwedische Sinologin                                                                | 89    |       |
| 27. September | Ibrahim Mbombo Njoya            | kamerunischer Monarch                                                                | 83    |       |
| 27. September | Boban Petrović                  | jugoslawischer Basketballspieler                                                     | 64    |       |
| 27. September | Hans Ruh                        | Schweizer Sozialethiker                                                              | 88    |       |
| 27. September | Ye Tingfang                     | chinesischer Übersetzer                                                              | 84    |       |
| 26. September | Adil Bəbirov                    | sowjetischer bzw. aserbaidschanischer Komponist, Musikpädagoge und Toningenieur      | 87    |       |
| 26. September | José Freire Falcão              | brasilianischer Kardinal                                                             | 95    |       |
| 26. September | George Frayne IV                | US-amerikanischer Countrymusiker                                                     | 77    |       |
| 26. September | Srđan Hofman                    | jugoslawischer bzw. serbischer Komponist                                             | 76    |       |
| 26. September | Kjersti Holmen                  | norwegische Schauspielerin                                                           | 65    |       |
| 26. September | Alan Lancaster                  | britischer Rockmusiker                                                               | 72    |       |
| 26. September | Peter Lodynski                  | österreichischer Schauspieler                                                        | 84    |       |
| 26. September | Ugo Malaguti                    | italienischer Schriftsteller, Verleger und Übersetzer                                | 76    |       |
| 26. September | Kirill Raslogow                 | russischer Filmwissenschaftler                                                       | 75    |       |
| 26. September | Albert Seyler                   | deutscher Journalist und Rundfunkfunktionär                                          | 100   |       |
| 26. September | Karl Hermann Vigl               | Südtiroler Chorleiter, Kapellmeister und Komponist                                   | 82    |       |
| 26. September | Ursula Wolschlager              | österreichische Filmproduzentin, Dramaturgin und Drehbuchautorin                     | 52    |       |
| 25. September | Alama Hassanzadeh Amoli         | iranischer Philosoph und Geistlicher                                                 | 93    |       |
| 25. September | Théoneste Bagosora              | ruandischer Militärangehöriger und Völkermordtäter                                   | 80    |       |
| 25. September | Dean Berta Viñales              | spanischer Motorradrennfahrer                                                        | 15    |       |
| 25. September | Henri Cirelli                   | luxemburgischer Fußballspieler                                                       | 86    |       |
| 25. September | Gottfried W. Ehrenstein         | deutscher Ingenieur und Kunststofftechniker                                          | 83    |       |
| 25. September | Siegfried Grundmann             | deutscher Soziologe und Historiker                                                   | 82    |       |
| 25. September | Herbert Günther                 | deutscher Ordensgeistlicher und Medientätiger                                        | 96    |       |
| 25. September | Chris P. Lohmann                | deutscher Augenarzt                                                                  | 58    |       |
| 25. September | Patricio Manns                  | chilenischer Sänger, Komponist und Autor                                             | 84    |       |
| 25. September | Joachim Neubüser                | deutscher Mathematiker                                                               | 89    |       |
| 25. September | York von Prittwitz und Gaffron  | deutscher Musikveranstalter und Labelchef                                            | 84    |       |
| 25. September | Ingo Rechenberg                 | deutscher Ingenieurwissenschaftler                                                   | 86    |       |
| 25. September | Albert Scharf                   | deutscher Medienmanager und Intendant                                                | 86    |       |
| 25. September | Reinhard Schult                 | deutscher Bürgerrechtler und Politiker                                               | 70    |       |
| 25. September | Miloš Vasić                     | jugoslawischer bzw. serbischer Journalist                                            | 74    |       |
| 25. September | Thomas A. Waldmann              | US-amerikanischer Mediziner                                                          | 91    |       |
| 25. September | Gerhard Weidner                 | deutscher Leichtathlet                                                               | 88    |       |
| 25. September | Mohammad Mehdi Yaghoubi         | iranischer Ringer                                                                    | 91    |       |
| 24. September | Eugeniusz Faber                 | polnischer Fußballspieler                                                            | 82    |       |
| 24. September | Rainer Giesel                   | deutscher Politiker                                                                  | 79    |       |
| 24. September | Ma'huno Bulerek Karathayano     | osttimoresischer Unabhängigkeitskämpfer                                              | 72    |       |
| 24. September | Renée Moreau                    | französische Résistance-Kämpferin                                                    | 102   |       |
| 24. September | Waka Nathan                     | neuseeländischer Rugbyspieler                                                        | 81    |       |
| 24. September | Johannes Peil                   | deutscher Sportmediziner                                                             | 67    |       |
| 24. September | Raymundo Joseph Peña            | US-amerikanischer Bischof                                                            | 87    |       |
| 24. September | Paul Quilès                     | französischer Politiker                                                              | 79    |       |
| 24. September | Grey Ruthven                    | britischer Politiker                                                                 | 81    |       |
| 24. September | Takao Saito                     | japanischer Mangaka                                                                  | 84    |       |
| 24. September | Luciano Semerani                | italienischer Architekt                                                              | 88    |       |
| 23. September | Kjell Askildsen                 | norwegischer Schriftsteller                                                          | 91    |       |
| 23. September | Pål Benum                       | norwegischer Leichtathlet                                                            | 86    |       |
| 23. September | Ellis B. Cowling                | US-amerikanischer Forstwissenschaftler und Phytopathologe                            | 88    |       |
| 23. September | David H. DePatie                | US-amerikanischer Filmproduzent                                                      | 91    |       |
| 23. September | Pee Wee Ellis                   | US-amerikanischer Jazzsaxophonist, -komponist und -arrangeur                         | 80    |       |
| 23. September | Gero Erhardt                    | deutscher Regisseur, Drehbuchautor, Kameramann und Produzent                         | 78    |       |
| 23. September | Wolfgang Georg Fischer          | österreichischer Schriftsteller und Kunstexperte                                     | 87    |       |
| 23. September | Bruce Fleisher                  | US-amerikanischer Golfer                                                             | 72    |       |
| 23. September | Peter Howitt                    | britischer Szenenbildner                                                             | 93    |       |
| 23. September | Edward Janiak                   | polnischer Bischof                                                                   | 69    |       |
| 23. September | Medard Kehl                     | deutscher Ordensgeistlicher und Theologe                                             | 78    |       |
| 23. September | Katherine Lippel                | kanadische Rechtswissenschaftlerin                                                   | 67    |       |
| 23. September | Volker Mauersberger             | deutscher Journalist und Buchautor                                                   | 82    |       |
| 23. September | Roberto Roena                   | puerto-ricanischer Salsamusiker und Perkussionist                                    | 83    |       |
| 23. September | Douglas M. Ruthven              | britisch-kanadischer Chemieingenieur                                                 | 82    |       |
| 23. September | Mervyn Taylor                   | irischer Politiker                                                                   | 89    |       |
| 23. September | Sue Thompson                    | US-amerikanische Sängerin                                                            | 96    |       |
| 23. September | Jorge Urosa                     | venezolanischer Kardinal                                                             | 79    |       |
| 23. September | Nino Vaccarella                 | italienischer Automobilrennfahrer                                                    | 88    |       |
| 23. September | Rainer Wenke                    | deutscher Musiktheater-Regisseur und Operndirektor                                   | 84    |       |
| 22. September | Eric Alfasi                     | israelischer Basketballspieler und -trainer                                          | 49    |       |
| 22. September | Pieter Beelaerts van Blokland   | niederländischer Politiker                                                           | 88    |       |
| 22. September | Abdelkader Bensalah             | algerischer Politiker                                                                | 79    |       |
| 22. September | Werner Bienwald                 | deutscher Jurist und Hochschulrektor                                                 | 85    |       |
| 22. September | Hermann Büsing                  | deutscher Klassischer Archäologe                                                     | 81    |       |
| 22. September | Odile Caradec                   | französische Lyrikerin                                                               | 96    |       |
| 22. September | Axel Gehrke                     | deutscher Mediziner und Politiker                                                    | 79    |       |
| 22. September | Lois E. Horton                  | US-amerikanische Historikerin                                                        | 78    |       |
| 22. September | Hans Jellouschek                | deutscher Theologe, Therapeut und Autor                                              | ≈82   |       |
| 22. September | Anne Keller Dubach              | Schweizer Historikerin und Kunstvereinsfunktionärin                                  | 65    |       |
| 22. September | Orlando Martínez                | kubanischer Boxer                                                                    | 77    |       |
| 22. September | Roger Michell                   | britischer Filmregisseur                                                             | 65    |       |
| 22. September | Bob Moore                       | US-amerikanischer Countrymusiker                                                     | 88    |       |
| 22. September | Ulf Nilsson                     | schwedischer Schriftsteller                                                          | 73    |       |
| 22. September | Miha Robič                      | slowenischer Fußballspieler                                                          | 28    |       |
| 22. September | Jobst Schöne                    | deutscher Bischof                                                                    | 89    |       |
| 22. September | Bernard Sesboüé                 | französischer Jesuit                                                                 | 92    |       |
| 22. September | Jüri Tamm                       | estnischer Leichtathlet und Politiker                                                | 64    |       |
| 22. September | Gerhard Bernhard Winkler        | österreichischer Ordensgeistlicher und Kirchenhistoriker                             | 90    |       |
| 21. September | Aharon Abuchazira               | israelischer Politiker                                                               | 82    |       |
| 21. September | Kurt Boese                      | kanadischer Ringer                                                                   | 91    |       |
| 21. September | Romano Fogli                    | italienischer Fußballspieler                                                         | 83    |       |
| 21. September | Marcia Freedman                 | US-amerikanisch-israelische Politikerin                                              | 83    |       |
| 21. September | Willie Garson                   | US-amerikanischer Schauspieler                                                       | 57    |       |
| 21. September | Hermann Granzow                 | deutscher Staatssekretär                                                             | 85    |       |
| 21. September | Al Harrington                   | US-amerikanischer Schauspieler                                                       | 85    |       |
| 21. September | Robert Haussmann                | Schweizer Architekt                                                                  | 89    |       |
| 21. September | Klaus Hannemann                 | deutscher Raumfahrzeugforscher                                                       | 62    |       |
| 21. September | Maurice King                    | barbadischer Politiker                                                               | 85    |       |
| 21. September | Richard H. Kirk                 | britischer Musiker, Komponist und Musikproduzent                                     | 65    |       |
| 21. September | Karl-Erik Johansson             | schwedischer Skispringer                                                             | 73    |       |
| 21. September | Jochen Kretschmer               | deutscher Schauspieler                                                               | 83    |       |
| 21. September | Hans Albert Lauer               | deutscher Politiker                                                                  | 79    |       |
| 21. September | John Brendan McCormack          | US-amerikanischer Bischof                                                            | 86    |       |
| 21. September | Anthony Michael Pilla           | US-amerikanischer Bischof                                                            | 88    |       |
| 21. September | Gerold Reutter                  | deutscher Architekt und Maler                                                        | 97    |       |
| 21. September | Otto C. Straub                  | deutscher Tierarzt und Epidemiologe                                                  | 90    |       |
| 21. September | Mohammed Hussein Tantawi        | ägyptischer Militär und Politiker                                                    | 85    |       |
| 21. September | Melvin Van Peebles              | US-amerikanischer Schauspieler, Regisseur, Drehbuchautor, Schriftsteller und Musiker | 89    |       |
| 21. September | Nico Visscher                   | niederländischer Karikaturist                                                        | 88    |       |
| 21. September | Klaus Voigt                     | deutscher Historiker und Philosoph                                                   | 82    |       |
| 21. September | Günter Wienhold                 | deutscher Fußballspieler                                                             | 73    |       |
| 20. September | Colin Bailey                    | US-amerikanischer Jazz-Schlagzeuger                                                  | 87    |       |
| 20. September | Czesław Bessaga                 | polnischer Mathematiker                                                              | 89    |       |
| 20. September | Wolfgang Beuß                   | deutscher Politiker                                                                  | 67    |       |
| 20. September | Sherwood Boehlert               | US-amerikanischer Politiker                                                          | 84    |       |
| 20. September | Angelo Codevilla                | US-amerikanischer Politikwissenschaftler                                             | 78    |       |
| 20. September | Sarah Dash                      | US-amerikanische Soulsängerin                                                        | 76    |       |
| 20. September | Hans Dreher                     | Schweizer Architekt                                                                  | 90    |       |
| 20. September | Hans-Eckart Eckhardt            | deutscher Schauspieler, Synchronsprecher, Moderator und Regisseur                    | 68    |       |
| 20. September | Lutz Erbring                    | deutscher Kommunikationswissenschaftler                                              | 83    |       |
| 20. September | Anna Gaylor                     | französische Schauspielerin                                                          | 89    |       |
| 20. September | Erhard Hantzsche                | deutscher Physiker                                                                   | 92    |       |
| 20. September | Willy Holzmüller                | deutscher Fußballspieler                                                             | 90    |       |
| 20. September | Franz Ihle                      | deutscher Politiker                                                                  | 88    |       |
| 20. September | Jan Jindra                      | tschechoslowakischer Ruderer                                                         | 89    |       |
| 20. September | Aloys Jousten                   | belgischer Bischof                                                                   | 83    |       |
| 20. September | Athanasios Kambylis             | griechischer Byzantinist, Klassischer Philologe und Neogräzist                       | 93    |       |
| 20. September | Claude Lombard                  | belgische Sängerin                                                                   | 76    |       |
| 20. September | Charles W. Mills                | jamaikanischer Philosoph                                                             | 70    |       |
| 20. September | Helmut Oberlander               | russlanddeutsches SS-Mitglied                                                        | 97    |       |
| 20. September | Pablo Richard                   | chilenischer Befreiungstheologe                                                      | 82    |       |
| 20. September | Dean Shek                       | chinesischer Schauspieler, Filmproduzent und Regisseur                               | 72    |       |
| 20. September | Warner Williams                 | US-amerikanischer Folk-Blues-Musiker                                                 | 91    |       |
| 19. September | Siegfried J. Bauer              | österreichischer Weltraumforscher                                                    | 91    |       |
| 19. September | Peter Bettermann                | deutscher Manager                                                                    | 74    |       |
| 19. September | James Bilbray                   | US-amerikanischer Politiker                                                          | 83    |       |
| 19. September | Richard Buckley                 | US-amerikanischer Modejournalist                                                     | 72    |       |
| 19. September | Sylvano Bussotti                | italienischer Komponist                                                              | 89    |       |
| 19. September | John Challis                    | britischer Schauspieler                                                              | 79    |       |
| 19. September | Robert E. Forster               | US-amerikanischer Physiologe                                                         | 101   |       |
| 19. September | Hans-Dieter Fritschler          | deutscher Politiker und Parteifunktionär                                             | 80    |       |
| 19. September | Jimmy Greaves                   | englischer Fußballspieler                                                            | 81    |       |
| 19. September | Ernst Günther                   | deutscher Schriftsteller und Zirkushistoriker                                        | 82    |       |
| 19. September | Maria Günther                   | deutsche Pferdesportlerin                                                            | 96    |       |
| 19. September | Ole Nordhaug                    | norwegischer Bischof                                                                 | 96    |       |
| 19. September | Mats Paulson                    | schwedischer Musiker                                                                 | 83    |       |
| 19. September | Ronald F. Probstein             | US-amerikanischer Ingenieurwissenschaftler                                           | 93    |       |
| 19. September | Petter Vennerød                 | norwegischer Regisseur                                                               | 72    |       |
| 18. September | Dieter Antoni                   | österreichischer Politiker                                                           | 79    |       |
| 18. September | Julos Beaucarne                 | belgischer Dichter und Sänger                                                        | 85    |       |
| 18. September | Mario Camus                     | spanischer Filmregisseur und Drehbuchautor                                           | 86    |       |
| 18. September | Anna Chromy                     | tschechische Malerin und Bildhauerin                                                 | 81    |       |
| 18. September | Iris Davis                      | US-amerikanische Leichtathletin                                                      | 71    |       |
| 18. September | Wilfried Dziallas               | deutscher Schauspieler, Hörspielsprecher und Regisseur                               | 77    |       |
| 18. September | Colin Morris                    | britischer Historiker                                                                | 93    |       |
| 18. September | Gottfried Pfeiffer              | deutscher Lebensmittelwissenschaftler                                                | 84    |       |
| 18. September | Gudmund Restad                  | norwegischer Politiker                                                               | 83    |       |
| 18. September | Ernst Schmitz                   | deutscher Chemiker                                                                   | 93    |       |
| 18. September | Christoph Schwöbel              | deutscher Theologe                                                                   | 66    |       |
| 18. September | Berthold Socha                  | deutscher Fotograf                                                                   | 80    |       |
| 18. September | Chris Anker Sørensen            | dänischer Radrennfahrer                                                              | 37    |       |
| 18. September | Dieter Stolte                   | deutscher Bildhauer, Maler und Zeichner                                              | 67    |       |
| 18. September | Tatjana Turanskyj               | deutsche Filmemacherin                                                               | 55    |       |
| 17. September | Peter Boekholt                  | deutscher Ordensgeistlicher, Kirchenrechtler und Theologe                            | 77    |       |
| 17. September | Abd al-Aziz Bouteflika          | algerischer Politiker                                                                | 84    |       |
| 17. September | Winfried Dalferth               | deutscher Theologe                                                                   | 68    |       |
| 17. September | Dottie Dodgion                  | US-amerikanische Jazzmusikerin                                                       | 91    |       |
| 17. September | Tim Donnelly                    | US-amerikanischer Schauspieler                                                       | 77    |       |
| 17. September | Avril Elgar                     | britische Schauspielerin                                                             | 89    |       |
| 17. September | Basil Hoffman                   | US-amerikanischer Schauspieler                                                       | 83    |       |
| 17. September | Wolfgang Geisler                | deutscher Architekt und Hochschullehrer                                              | 91    |       |
| 17. September | Rolf-Dieter Klooß               | deutscher Jurist und Politiker                                                       | 76    |       |
| 17. September | Thanu Padmanabhan               | indischer Physiker                                                                   | 64    |       |
| 17. September | Ronald Paris                    | deutscher Maler und Grafiker                                                         | 88    |       |
| 17. September | Hartmut Radebold                | deutscher Psychiater                                                                 | 86    |       |
| 17. September | Rolf Reichelt                   | deutscher Jazz-Publizist und Musiktherapeut                                          | 78    |       |
| 17. September | Alfonso Sastre                  | spanischer Schriftsteller                                                            | 95    |       |
| 17. September | Horst Scarbath                  | deutscher Erziehungswissenschaftler                                                  | 83    |       |
| 17. September | Eckart Stein                    | deutscher Theaterdramaturg und Fernsehprogrammgestalter                              | 84    |       |
| 17. September | Wataru Takeshita                | japanischer Politiker                                                                | 74    |       |
| 17. September | Algirdas Vapšys                 | litauischer Bauingenieur                                                             | 87    |       |
| 16. September | Miron Amusja                    | sowjetischer bzw. russischer Physiker                                                | 86    |       |
| 16. September | Silas Atopare                   | papua-neuguineischer Verwaltungsbeamter                                              | ≈70   |       |
| 16. September | Charles O. Frake                | US-amerikanischer Anthropologe                                                       | 91    |       |
| 16. September | Andreas Griewank                | deutscher Mathematiker                                                               | 71    |       |
| 16. September | Jacques Guidon                  | Schweizer Künstler und Schriftsteller                                                | 90    |       |
| 16. September | Dušan Ivković                   | jugoslawischer bzw. serbischer Basketballspieler und -trainer                        | 77    |       |
| 16. September | Geir Johnson                    | norwegischer Komponist, Musiker, Autor und Kulturschaffender                         | 68    |       |
| 16. September | Ulrich Karthaus                 | deutscher Germanist und Literaturdidaktiker                                          | 85    |       |
| 16. September | Achim Lidsba                    | deutscher Generalmajor                                                               | 66    |       |
| 16. September | František Maxa                  | tschechoslowakischer Sportschütze                                                    | 98    |       |
| 16. September | Werner Morawietz                | deutscher Leichtathletiktrainer                                                      | 78    |       |
| 16. September | George Mraz                     | tschechoslowakisch-US-amerikanischer Jazzmusiker                                     | 77    |       |
| 16. September | Casimir Oyé-Mba                 | gabunischer Politiker                                                                | 79    |       |
| 16. September | Frank Pinkus                    | deutscher Dramaturg, Schauspieler und Regisseur                                      | 62    |       |
| 16. September | Jane Powell                     | US-amerikanische Schauspielerin und Sängerin                                         | 92    |       |
| 16. September | John Ruggie                     | US-amerikanischer Politikwissenschaftler                                             | 76    |       |
| 16. September | Graciete Santana                | brasilianische Marathonläuferin                                                      | 40    |       |
| 16. September | Clive Sinclair                  | britischer Unternehmer, Erfinder und Computerpionier                                 | 81    |       |
| 16. September | Rob Swartbol                    | niederländischer Diplomat                                                            | 57    |       |
| 16. September | David Sweeney                   | kanadischer Segler                                                                   | 61    |       |
| 15. September | Philippe Adrien                 | französischer Dramatiker, Schauspieler, Theaterregisseur und -leiter                 | 81    |       |
| 15. September | Álfrún Gunnlaugsdóttir          | isländische Schriftstellerin                                                         | 83    |       |
| 15. September | Lou Angotti                     | kanadischer Eishockeyspieler und -trainer                                            | 83    |       |
| 15. September | Norman Bailey                   | britisch-US-amerikanischer Opernsänger                                               | 88    |       |
| 15. September | Fernando Mario Chávez           | mexikanischer Bischof                                                                | 88    |       |
| 15. September | Robert Fyfe                     | britischer Schauspieler                                                              | 90    |       |
| 15. September | Claus Herberhold                | deutscher Mediziner                                                                  | 83    |       |
| 15. September | Žana Lelas                      | jugoslawische Basketballspielerin                                                    | 51    |       |
| 15. September | Marthe Mercadier                | französische Schauspielerin                                                          | 92    |       |
| 15. September | Nemo                            | französischer Graffiti- und Schablonenkünstler                                       | ≈74   |       |
| 15. September | Gavan O’Herlihy                 | irischer Schauspieler                                                                | 70    |       |
| 15. September | Doris Piserchia                 | amerikanische Science-Fiction-Autorin                                                | 92    |       |
| 15. September | Joel Rapp                       | US-amerikanischer Drehbuchautor                                                      | 87    |       |
| 15. September | Adnan Abu Walid al-Sahrawi      | marokkanischer Islamist                                                              | 48    |       |
| 15. September | Ken Salvo                       | US-amerikanischer Jazzmusiker                                                        | 74    |       |
| 15. September | Franz Trojan                    | deutscher Musiker                                                                    | 64    |       |
| 15. September | Jesko Vogel                     | deutscher Politiker                                                                  | 47    |       |
| 15. September | Vanessa Watson                  | südafrikanische Stadtplanungstheoretikerin                                           | 70    |       |
| 14. September | David Yonggi Cho                | südkoreanischer Evangelist                                                           | 85    |       |
| 14. September | Michael Eberl                   | deutscher Architekt                                                                  | 97    |       |
| 14. September | Heinz-Peter Hackl               | österreichischer Politiker                                                           | 67    |       |
| 14. September | Kirsten Heckmann-Janz           | deutsche Hörfunkjournalistin und Autorin                                             | 76    |       |
| 14. September | Cornelis Koch                   | niederländischer Leichtathlet                                                        | 85    |       |
| 14. September | Ladislav Lubina                 | tschechischer Eishockeyspieler und -trainer                                          | 54    |       |
| 14. September | Norm MacDonald                  | kanadischer Schauspieler und Drehbuchautor                                           | 61    |       |
| 14. September | Wolfram Naumann                 | deutscher Japanologe und Hochschullehrer                                             | 90    |       |
| 14. September | Ida Nudel                       | israelische Bürgerrechtlerin                                                         | 90    |       |
| 14. September | Guillermo Ortiz Mondragón       | mexikanischer Bischof                                                                | 74    |       |
| 14. September | Egon Póka                       | ungarischer Bassist                                                                  | 68    |       |
| 14. September | Jurij Sjedych                   | sowjetischer Leichtathlet                                                            | 66    |       |
| 14. September | Günter Zschäckel                | deutscher Schauspieler, Regisseur und Hörspielsprecher                               | 76    |       |
| 13. September | Vladimir Bermanec               | kroatischer Geologe                                                                  | 66    |       |
| 13. September | Remo Buti                       | italienischer Architekt, Designer und Hochschullehrer                                | 89    |       |
| 13. September | Jacques Chesnel                 | französischer Buchautor, Jazzproduzent und Maler                                     | 93    |       |
| 13. September | Don Collier                     | US-amerikanischer Schauspieler                                                       | 92    |       |
| 13. September | Melvin Dunlap                   | US-amerikanischer Funkmusiker, Songwriter und Produzent                              | 76    |       |
| 13. September | Bob Enyart                      | US-amerikanischer Radiomoderator                                                     | 62    |       |
| 13. September | Oscar Fernandes                 | indischer Politiker                                                                  | 80    |       |
| 13. September | Frederick A. Frey               | US-amerikanischer Geochemiker                                                        | 83    |       |
| 13. September | Parys Haralson                  | US-amerikanischer American-Football-Spieler                                          | 37    |       |
| 13. September | Antony Hewish                   | britischer Radioastronom und Physik-Nobelpreisträger                                 | 97    |       |
| 13. September | August Hülsmann                 | deutscher Ordensgeistlicher                                                          | 73    |       |
| 13. September | Charlotte Johnson Wahl          | britische Künstlerin                                                                 | 79    |       |
| 13. September | Borisav Jović                   | jugoslawischer Politiker                                                             | 92    |       |
| 13. September | Andrei Genijewitsch Makejew     | sowjetischer Basketballspieler                                                       | 69    |       |
| 13. September | Hai Shoulian                    | israelischer Aktivist                                                                | 57    |       |
| 13. September | Fred Stanfield                  | kanadischer Eishockeyspieler und -trainer                                            | 77    |       |
| 13. September | Tom Vraalsen                    | norwegischer Diplomat und Politiker                                                  | 85    |       |
| 13. September | Eliot Wadopian                  | US-amerikanischer Bassist                                                            | 63    |       |
| 13. September | George Wein                     | US-amerikanischer Impresario und Jazzpianist                                         | 95    |       |
| 12. September | Ben Best                        | US-amerikanischer Drehbuchautor und Schauspieler                                     | 46    |       |
| 12. September | B. S. Chandrasekhar             | indischer Physiker                                                                   | 93    |       |
| 12. September | Carlo Chendi                    | italienischer Comiczeichner                                                          | 88    |       |
| 12. September | Henri Denys                     | belgischer Radrennfahrer                                                             | 91    |       |
| 12. September | Thomas van Dijck                | niederländischer Hockeyspieler                                                       | 90    |       |
| 12. September | Jack D. Dunitz                  | britischer Chemiker                                                                  | 98    |       |
| 12. September | Andreas Herczog                 | Schweizer Politiker                                                                  | 74    |       |
| 12. September | Sondra James                    | US-amerikanische Schauspielerin und Synchronsprecherin                               | 82    |       |
| 12. September | Samuel Thomas Parker            | US-amerikanischer Archäologe                                                         | ≈71   |       |
| 12. September | Hubert Pestenhofer              | deutscher Versicherungsmanager und Landrat                                           | 92    |       |
| 12. September | Joachim Rother                  | deutscher Schwimmer                                                                  | 73    |       |
| 12. September | Leo Schumacher                  | Schweizer Eishockeytrainer                                                           | 68    |       |
| 12. September | John Shelby Spong               | US-amerikanischer Bischof                                                            | 90    |       |
| 12. September | Fabio Taborre                   | italienischer Radrennfahrer                                                          | 36    |       |
| 12. September | Gunnar Utterberg                | schwedischer Kanute                                                                  | 78    |       |
| 12. September | Klaus-Dieter Vogel              | deutscher Kunstmaler                                                                 | 79    |       |
| 11. September | Minna Aaltonen                  | finnische Schauspielerin                                                             | 54    |       |
| 11. September | Carlo Alighiero                 | italienischer Schauspieler                                                           | 94    |       |
| 11. September | Beate Blättner                  | deutsche Gesundheitswissenschaftlerin                                                | 62    |       |
| 11. September | Ruth Cameron                    | US-amerikanische Jazzsängerin und Musikproduzentin                                   | 74    |       |
| 11. September | Abimael Guzmán                  | peruanischer Guerillero und Terrorist                                                | 86    |       |
| 11. September | Stephan Koranyi                 | deutscher Herausgeber                                                                | 64    |       |
| 11. September | María Mendiola                  | spanische Sängerin                                                                   | 69    |       |
| 11. September | Oliver Miehe-Renard             | dänischer Schauspieler                                                               | 31    |       |
| 11. September | Tommy Robb                      | nordirischer Motorradrennfahrer                                                      | 87    |       |
| 11. September | Horst Rosengart                 | deutscher Architekt                                                                  | 85    |       |
| 11. September | Phùng Quang Thanh               | vietnamesischer Politiker                                                            | 72    |       |
| 11. September | Gloria Warren                   | US-amerikanische Schauspielerin und Sängerin                                         | 95    |       |
| 10. September | Charles Konan Banny             | ivorischer Politiker                                                                 | 78    |       |
| 10. September | Wolf-Dieter Baumgartl           | deutscher Versicherungsmanager                                                       | 78    |       |
| 10. September | Michael Chapman                 | britischer Gitarrist und Sänger                                                      | 80    |       |
| 10. September | Jack Egers                      | kanadischer Eishockeyspieler                                                         | 72    |       |
| 10. September | Gerhard Heitz                   | deutscher Historiker                                                                 | 96    |       |
| 10. September | Roger Kangni                    | togolesischer Leichtathlet                                                           | 77    |       |
| 10. September | Concepción Ramírez              | guatemaltekisches Modell und Aktivistin                                              | 79    |       |
| 10. September | Hans Georg Raschbichler         | deutscher Ingenieur                                                                  | 80    |       |
| 10. September | Eugen Römer                     | deutscher Musikproduzent                                                             | 77    |       |
| 10. September | Yacef Saâdi                     | algerischer Widerstandskämpfer                                                       | 93    |       |
| 10. September | Jorge Sampaio                   | portugiesischer Politiker                                                            | 81    |       |
| 10. September | Lars-Henrik Schmidt             | dänischer Philosoph                                                                  | 68    |       |
| 10. September | Peter Tepper                    | deutscher Schauspieler und Kabarettist                                               | 78    |       |
| 9. September  | Joachim Bliese                  | deutscher Schauspieler                                                               | 85    |       |
| 9. September  | Tino Contreras                  | mexikanischer Jazz-Schlagzeuger, -komponist und -arrangeur                           | 97    |       |
| 9. September  | Marian Duś                      | polnischer Weihbischof                                                               | 83    |       |
| 9. September  | Caspar Einem                    | österreichischer Politiker                                                           | 73    |       |
| 9. September  | Werner Wilhelm Engelhardt       | deutscher Sozial- und Wirtschaftswissenschaftler                                     | 95    |       |
| 9. September  | Hans Funk                       | deutscher Heimatforscher und Publizist                                               | 85    |       |
| 9. September  | Jon Gregory                     | britischer Filmeditor                                                                | 77    |       |
| 9. September  | Jean-Claude van Itallie         | US-amerikanischer Schriftsteller                                                     | 85    |       |
| 9. September  | Jean-Paul Jeannotte             | kanadischer Sänger und Musikpädagoge                                                 | 95    |       |
| 9. September  | Matthias Kroeger                | deutscher Theologe und Kirchenhistoriker                                             | 86    |       |
| 9. September  | Richard McGeagh                 | US-amerikanischer Schwimmer                                                          | 77    |       |
| 9. September  | Bruce McFee                     | schottischer Politiker                                                               | 60    |       |
| 9. September  | Tarcísio Padilha                | brasilianischer Philosoph                                                            | 93    |       |
| 9. September  | Hans Pfann                      | deutscher Turner                                                                     | 100   |       |
| 9. September  | Predrag Piper                   | jugoslawischer bzw. serbischer Slawist                                               | 71    |       |
| 9. September  | Danilo Popivoda                 | jugoslawischer Fußballspieler                                                        | 74    |       |
| 9. September  | Ferry Radax                     | österreichischer Filmemacher                                                         | 89    |       |
| 9. September  | Eugen Römer                     | deutscher Komponist und Produzent                                                    | 77    |       |
| 9. September  | Gordon Spice                    | britischer Automobilrennfahrer und Rennwagenkonstrukteur                             | 81    |       |
| 9. September  | Helm Stierlin                   | deutscher Psychiater und Therapeut                                                   | 95    |       |
| 8. September  | Antony Acland                   | britischer Diplomat                                                                  | 91    |       |
| 8. September  | Guido Caroli                    | italienischer Eisschnellläufer                                                       | 94    |       |
| 8. September  | Gérard Farison                  | französischer Fußballspieler                                                         | 77    |       |
| 8. September  | Franco Graziosi                 | italienischer Schauspieler                                                           | 92    |       |
| 8. September  | Walter G. Grupp                 | deutscher Rechtsanwalt                                                               | 69    |       |
| 8. September  | Manfred Horlebein               | deutscher Wirtschaftspädagoge                                                        | 76    |       |
| 8. September  | Juan Guillermo López Soto       | mexikanischer Bischof                                                                | 74    |       |
| 8. September  | Dietmar Lorenz                  | deutscher Judoka                                                                     | 70    |       |
| 8. September  | Art Metrano                     | US-amerikanischer Schauspieler                                                       | 84    |       |
| 8. September  | Walter Nugent                   | US-amerikanischer Historiker                                                         | 86    |       |
| 8. September  | Wladimir Pantchev               | bulgarisch-österreichischer Komponist                                                | 73    |       |
| 8. September  | Nisse Sandström                 | schwedischer Jazzmusiker                                                             | 79    |       |
| 8. September  | Jewgeni Sinitschew              | russischer Geheimdienstler und Politiker                                             | 55    |       |
| 8. September  | Erwin Steinlechner              | österreichischer Fußballfunktionär                                                   | 92    |       |
| 8. September  | Antoni Tołkaczewski             | polnischer Schwimmer                                                                 | 87    |       |
| 8. September  | Luis Villafuerte                | philippinischer Politiker                                                            | 86    |       |
| 7. September  | Richard Batterham               | britischer Keramiker                                                                 | 85    |       |
| 7. September  | Jahangir Butt                   | pakistanischer Hockeyspieler                                                         | 78    |       |
| 7. September  | Ela Calvo                       | kubanische Sängerin                                                                  | 89    |       |
| 7. September  | Elizabeth A. Clark              | US-amerikanische Religionshistorikerin                                               | 82    |       |
| 7. September  | François Favreau                | französischer Bischof                                                                | 91    |       |
| 7. September  | Per Landin                      | schwedischer Autor, Journalist, Übersetzer und Germanist                             | 65    |       |
| 7. September  | Rainer Martini                  | deutscher Fotograf                                                                   | 73    |       |
| 7. September  | Blaženka Milić                  | jugoslawische Opernsängerin                                                          | 82    |       |
| 7. September  | Aldo Pastega                    | Schweizer Fußballspieler                                                             | 87    |       |
| 7. September  | Heiner Pietzsch                 | deutscher Unternehmer, Kunstsammler und Mäzen                                        | 91    |       |
| 7. September  | Fritz Reuter                    | deutscher Historiker                                                                 | 91    |       |
| 7. September  | Maria Rolly                     | Schweizer Künstlerin                                                                 | 95    |       |
| 7. September  | Phil Schaap                     | US-amerikanischer Hörfunkmoderator, Musikhistoriker und Produzent                    | 70    |       |
| 7. September  | Carl-Albrecht von Treuenfels    | deutscher Rechtsanwalt und Naturschützer                                             | 82    |       |
| 7. September  | Eiichi Yamamoto                 | japanischer Regisseur und Drehbuchautor                                              | 80    |       |
| 6. September  | Jean-Pierre Adams               | französischer Fußballspieler                                                         | 73    |       |
| 6. September  | Claude Azéma                    | französischer Weihbischof                                                            | 78    |       |
| 6. September  | Jean-Paul Belmondo              | französischer Schauspieler                                                           | 88    |       |
| 6. September  | Nino Castelnuovo                | italienischer Schauspieler                                                           | 84    |       |
| 6. September  | Cornelis van der Elst           | niederländischer Eisschnellläufer                                                    | 93    |       |
| 6. September  | Katinka Hoffmann                | deutsche Schauspielerin und Theaterbetreiberin                                       | 83    |       |
| 6. September  | Frédéric Jacquemin              | belgischer Jazzmusiker                                                               | 56    |       |
| 6. September  | Eberhard Kulenkampff            | deutsch-namibischer Architekt, Städtebauer und Künstler                              | 93    |       |
| 6. September  | Todd Scully                     | US-amerikanischer Leichtathlet                                                       | 72    |       |
| 6. September  | Adlai Ewing Stevenson III       | US-amerikanischer Politiker                                                          | 90    |       |
| 6. September  | Lutz Stützner                   | deutscher Trickfilmer und Cartoonist                                                 | 64    |       |
| 6. September  | Károly Vass                     | ungarischer Handballspieler                                                          | 77    |       |
| 6. September  | Bernd-Reiner Voß                | deutscher Altphilologe                                                               | 87    |       |
| 6. September  | Michael K. Williams             | US-amerikanischer Schauspieler                                                       | 54    |       |
| 6. September  | Sewerian Stefan Yakymyshyn      | kanadischer Bischof                                                                  | 91    |       |
| 5. September  | Nell Ersson                     | schwedische Leichtathletin                                                           | 88    |       |
| 5. September  | Sarah Harding                   | britische Sängerin, Songwriterin, Tänzerin, Model und Schauspielerin                 | 39    |       |
| 5. September  | Jan Hecker                      | deutscher Jurist und Botschafter                                                     | 54    |       |
| 5. September  | Harry Holzheu                   | Schweizer Kommunikationstrainer und Sachbuchautor                                    | 86    |       |
| 5. September  | Ralph Irizarry                  | US-amerikanischer Perkussionist                                                      | 67    |       |
| 5. September  | Matej Marin                     | slowenischer Radrennfahrer                                                           | 41    |       |
| 5. September  | Ivan Patzaichin                 | rumänischer Kanute                                                                   | 71    |       |
| 5. September  | Günter Polanec                  | österreichischer Moderator                                                           | 78    |       |
| 5. September  | Živko Radišić                   | jugoslawischer bzw. bosnischer Politiker                                             | 84    |       |
| 5. September  | Harry Redner                    | australischer Philosoph                                                              | 84    |       |
| 5. September  | Rickie Lee Reynolds             | US-amerikanischer Gitarrist                                                          | 72    |       |
| 4. September  | Roger Bär                       | Schweizer Diplomat                                                                   | 90    |       |
| 4. September  | Bohumil Cepák                   | tschechoslowakischer Handballspieler                                                 | 70    |       |
| 4. September  | Gerhard Erber                   | deutscher Pianist                                                                    | 86    |       |
| 4. September  | Hermann Giesecke                | deutscher Erziehungswissenschaftler                                                  | 89    |       |
| 4. September  | Albert Giger                    | Schweizer Skilangläufer                                                              | 74    |       |
| 4. September  | Ludwig Haas                     | deutscher Schauspieler                                                               | 88    |       |
| 4. September  | Phil Jerrod                     | britischer Comedian                                                                  | 42    |       |
| 4. September  | Abdul Amir Kabalan              | libanesischer Geistlicher                                                            | ≈85   |       |
| 4. September  | Ute Kittelberger                | deutsche Schauspielerin und Model                                                    | 62    |       |
| 4. September  | Werner Limbach                  | deutscher Radrennfahrer                                                              | 89    |       |
| 4. September  | Cécile Magnet                   | französische Schauspielerin                                                          | 62    |       |
| 4. September  | Jörg Schlaich                   | deutscher Bauingenieur                                                               | 86    |       |
| 4. September  | Willard Scott                   | US-amerikanischer Schauspieler und Entertainer                                       | 87    |       |
| 4. September  | Ralph D. Stacey                 | britischer Organisationstheoretiker und Hochschullehrer                              | 78    |       |
| 4. September  | Alberto Vilar                   | US-amerikanischer Börsenspekulant und Mäzen                                          | 80    |       |
| 4. September  | Konrad Wagner                   | deutscher Kirchenmusiker und Chorleiter                                              | 91    |       |
| 3. September  | Atanas Atanassow                | bulgarischer Basketballspieler                                                       | 85    |       |
| 3. September  | Juozas Bertašius                | litauischer Politiker und Bürgermeister von Šakiai                                   | 75    |       |
| 3. September  | Ljubo Bešlić                    | bosnischer Politiker                                                                 | 63    |       |
| 3. September  | Muhammad Said al-Hakim          | irakischer Geistlicher                                                               | 85    |       |
| 3. September  | Horst Ihling                    | deutscher Ingenieur und Sachbuchautor                                                | 89    |       |
| 3. September  | Abram van Heerden               | südafrikanischer Leichtathlet                                                        | 93    |       |
| 3. September  | Barbara Inkpen                  | britische Leichtathletin                                                             | 71    |       |
| 3. September  | Sérgio Mamberti                 | brasilianischer Schauspieler, Filmemacher, Maler, Schriftsteller und Politiker       | 82    |       |
| 3. September  | Attilio Maseri                  | italienischer Mediziner                                                              | 85    |       |
| 3. September  | Bernadetta Matuszczak           | polnische Komponistin                                                                | 90    |       |
| 3. September  | Enrique Molina                  | kubanischer Schauspieler                                                             | 77    |       |
| 3. September  | Ruth Olay                       | US-amerikanische Sängerin                                                            | 97    |       |
| 3. September  | Nestor Soriano                  | philippinischer Segler                                                               | 67    |       |
| 2. September  | Michel Corboz                   | Schweizer Dirigent und Komponist                                                     | 87    |       |
| 2. September  | Daniele Del Giudice             | italienischer Autor                                                                  | 72    |       |
| 2. September  | Alemayehu Eshete                | äthiopischer Sänger                                                                  | 80    |       |
| 2. September  | Volker Felten                   | deutscher Heimatforscher und Autor                                                   | 63    |       |
| 2. September  | Aydın İbrahimov                 | sowjetischer Ringer                                                                  | 82    |       |
| 2. September  | Horst Lampe                     | deutscher Schauspieler und Synchronsprecher                                          | 84    |       |
| 2. September  | David Patten                    | US-amerikanischer American-Football-Spieler                                          | 47    |       |
| 2. September  | Stanley Rachman                 | südafrikanisch-kanadischer Psychologe                                                | 87    |       |
| 2. September  | Dietrich Ruprecht               | deutscher Verleger                                                                   | 92    |       |
| 2. September  | Joseph Shih                     | chinesischer Ordensgeistlicher                                                       | 95    |       |
| 2. September  | Sidharth Shukla                 | indischer Schauspieler                                                               | 40    |       |
| 2. September  | Mikis Theodorakis               | griechischer Komponist, Schriftsteller und Politiker                                 | 96    |       |
| 1. September  | Assyr Abdulle                   | Schweizer Mathematiker                                                               | 50    |       |
| 1. September  | Adalberto Álvarez               | kubanischer Pianist, Arrangeur und Bandleiter                                        | 72    |       |
| 1. September  | Ulrich Behl                     | deutscher Zeichner, Grafiker und Objektkünstler                                      | 81    |       |
| 1. September  | Jean-Denis Bredin               | französischer Rechtsanwalt und Schriftsteller                                        | 92    |       |
| 1. September  | Jürgen Ciezki                   | deutscher Gewichtheber                                                               | 69    |       |
| 1. September  | Walter Edelmann                 | deutscher Psychologe                                                                 | 86    |       |
| 1. September  | Carol Fran                      | US-amerikanische Soul-Blues-Sängerin                                                 | 87    |       |
| 1. September  | Syed Ali Shah Gilani            | indischer Islamist und Separatist                                                    | 91    |       |
| 1. September  | José Gonçalves Heleno           | brasilianischer Bischof                                                              | 93    |       |
| 1. September  | Sebastian Hess                  | deutscher Cellist                                                                    | 50    |       |
| 1. September  | George Martin                   | spanischer Schauspieler                                                              | 83    |       |
| 1. September  | Allison Payne                   | US-amerikanische Fernsehjournalistin                                                 | 57    |       |
| 1. September  | Juan Rodríguez Vega             | chilenischer Fußballspieler und -trainer                                             | 79    |       |
| 1. September  | Eckhard Schulze-Fielitz         | deutscher Architekt                                                                  | 92    |       |
| 1. September  | Leopoldo Serantes               | philippinischer Boxer                                                                | 59    |       |
| 1. September  | Shannon Claire Spruill          | US-amerikanische Wrestlerin                                                          | 46    |       |

### Datum unbekannt
| Tag                                             | Name                  | Beruf, bekannt als                                         | Alter | Beleg |
| ----------------------------------------------- | --------------------- | ---------------------------------------------------------- | ----- | ----- |
| Tod im September bekannt gegeben am 21. Oktober | Hildegard Kiermeier   | deutsche Diplomatin                                        | ≈89   |       |
| Tod im September bekannt gegeben am 2. Oktober  | Wilhelm T. Hering     | deutscher Physiker                                         | 92    |       |
| Ende September                                  | Wolfgang Schwarz      | deutscher Widerstandskämpfer gegen die NS-Diktatur         | 95    |       |
| Tod bekannt gegeben am 28. September            | Richard J. Eden       | britischer Physiker                                        | 99    |       |
| Tod bekannt gegeben am 28. September            | Maciej Strzelczyk     | polnischer Geiger                                          | 62    |       |
| Tod bekannt gegeben am 26. September            | Christo Ganew         | bulgarischer Drehbuchautor und Regisseur                   | 97    |       |
| 23. September oder 24. September                | Erwin Kessler         | Schweizer Tierschützer                                     | 77    |       |
| Tod bekannt gegeben am 21. September            | Terence Smith         | britischer Regattasegler                                   | 88    |       |
| Tod bekannt gegeben am 17. September            | Kemal Kurspahić       | jugoslawischer bzw. bosnischer Journalist                  | 74    |       |
| Tod bekannt gegeben am 16. September            | Margarita Ponomarjowa | sowjetische bzw. russische Leichtathletin                  | 58    |       |
| Tod bekannt gegeben am 13. September            | Ioannis Touratsoglou  | griechischer Numismatiker                                  | ≈81   |       |
| Tod bekannt gegeben am 11. September            | Ante Svarčić          | jugoslawischer Architekt                                   | ≈83   |       |
| Tod bekannt gegeben am 6. September             | Iván Vitányi          | ungarischer Politiker, Soziologe und Kulturwissenschaftler | 96    |       |
| tot aufgefunden am 3. September                 | Erik Cowie            | US-amerikanischer Tierpfleger und Doku-Soap-Darsteller     | 53    |       |
| tot aufgefunden am 2. September                 | Keith McCants         | US-amerikanischer American-Football-Spieler                | 53    |       |